# Brassempouy
Brassempouy (okzitanisch Brassempoi) ist eine französische Gemeinde mit 273 Einwohnern (Stand 1. Januar 2022) im Département Landes in der Region Nouvelle-Aquitaine (vor 2016 Aquitaine). Sie gehört zum Kanton Coteau de Chalosse im Arrondissement Dax.

## Geografie
Die Gemeinde Brassempouy liegt etwa 28 Kilometer ostsüdöstlich von Dax. Der Luy begrenzt die Gemeinde im Südwesten. Umgeben wird Brassempouy von den Nachbargemeinden Saint-Cricq-Chalosse im Norden und Nordosten, Cazalis im Osten, Nassiet im Südosten und Süden, Amou im Südwesten, Gaujacq im Westen sowie Bergouey im Nordwesten.

## Bevölkerung
| Jahr                       | 1962 | 1968 | 1975 | 1982 | 1990 | 1999 | 2006 | 2013 | 2021 |
| -------------------------- | ---- | ---- | ---- | ---- | ---- | ---- | ---- | ---- | ---- |
| Einwohner                  | 357  | 332  | 309  | 291  | 279  | 267  | 289  | 276  | 267  |
| Quellen: Cassini und INSEE |      |      |      |      |      |      |      |      |      |

## Sehenswürdigkeiten
- Archäologische Fundstelle und Museum Grotte du Pape, Monument historique seit 1980, hier wurde die Venus von Brassempouy gefunden
- Grotte des Hyènes
- Kirche Saint-Sernin aus dem 12. Jahrhundert, seit 1939 Monument historique
- Museum
- Reste des Schlosses von Poudenx

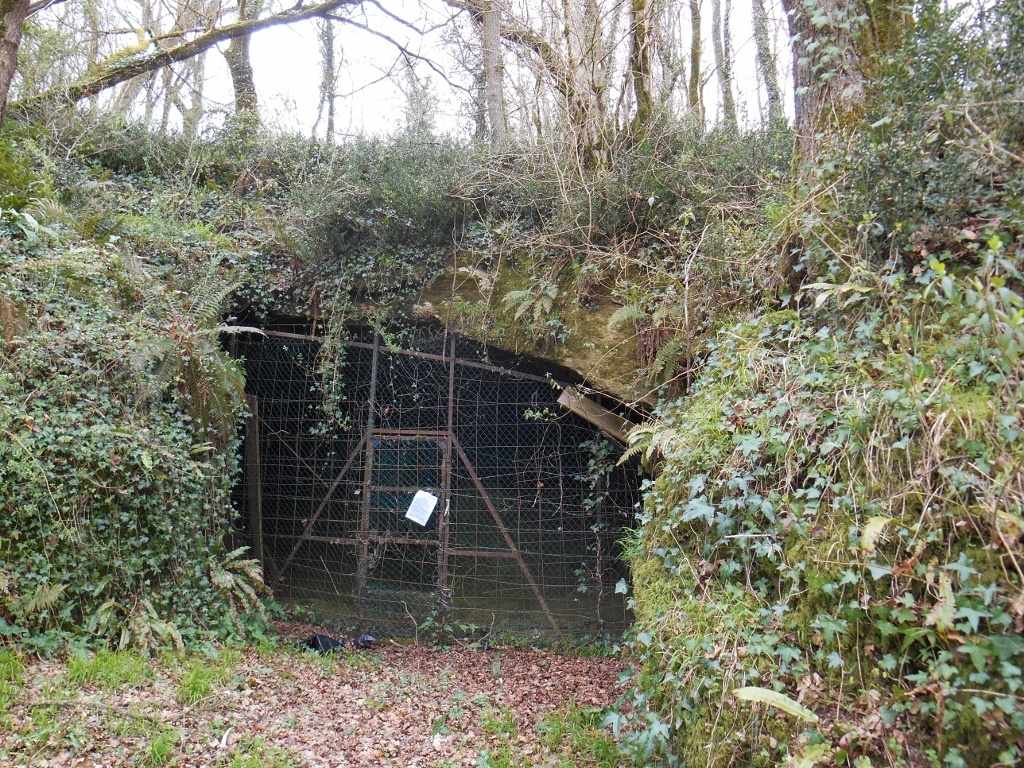
Grotte du Pape
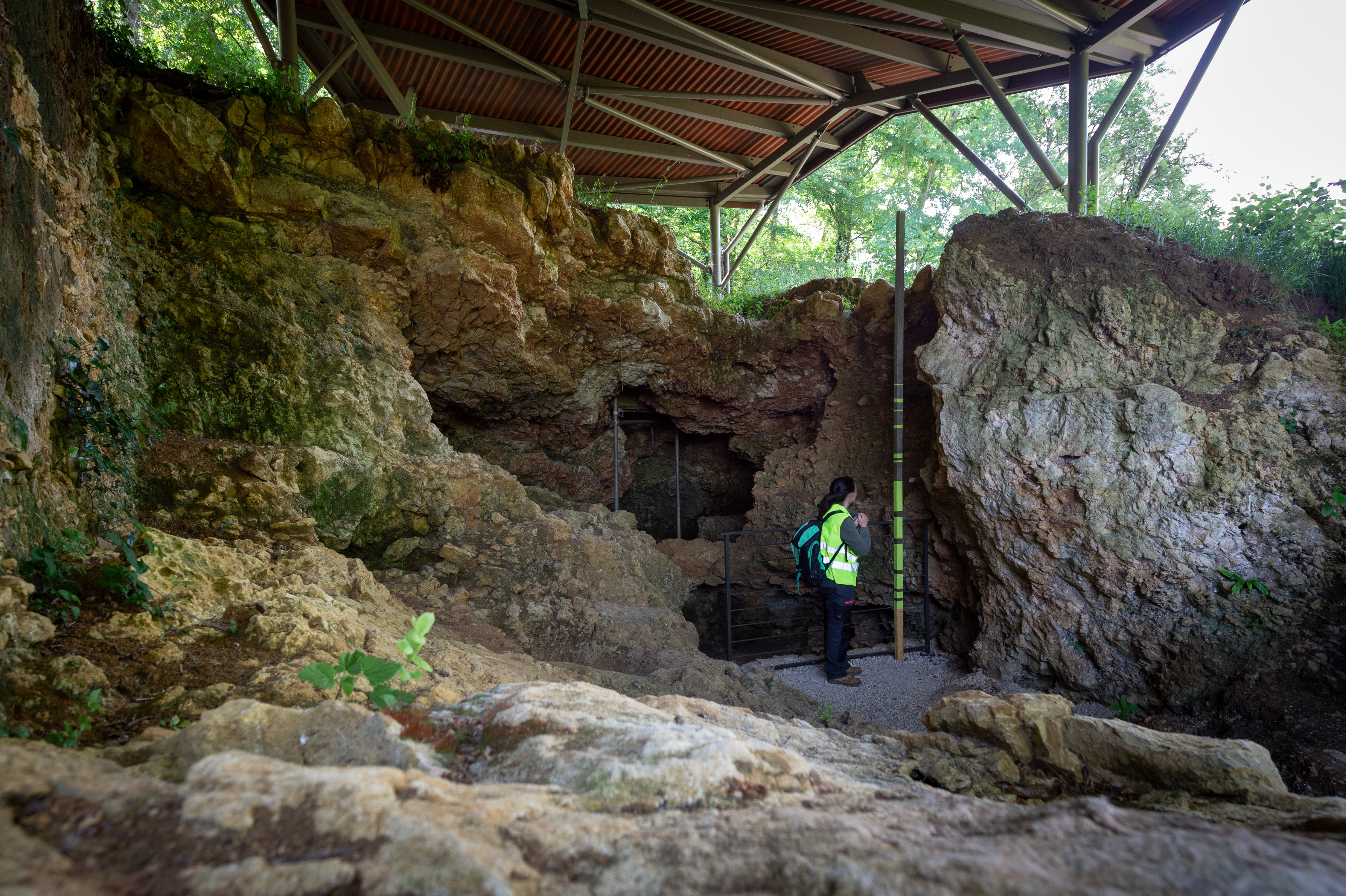
Grotte des Hyènes
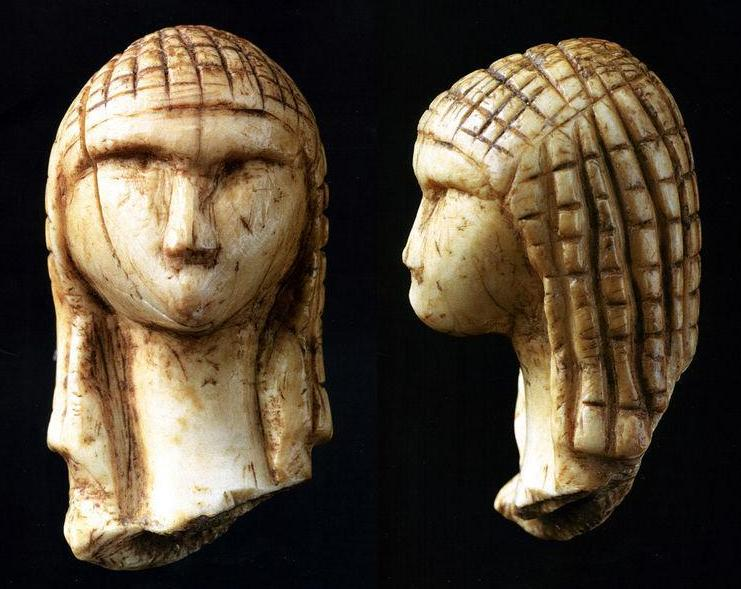
Venus von Brassempouy
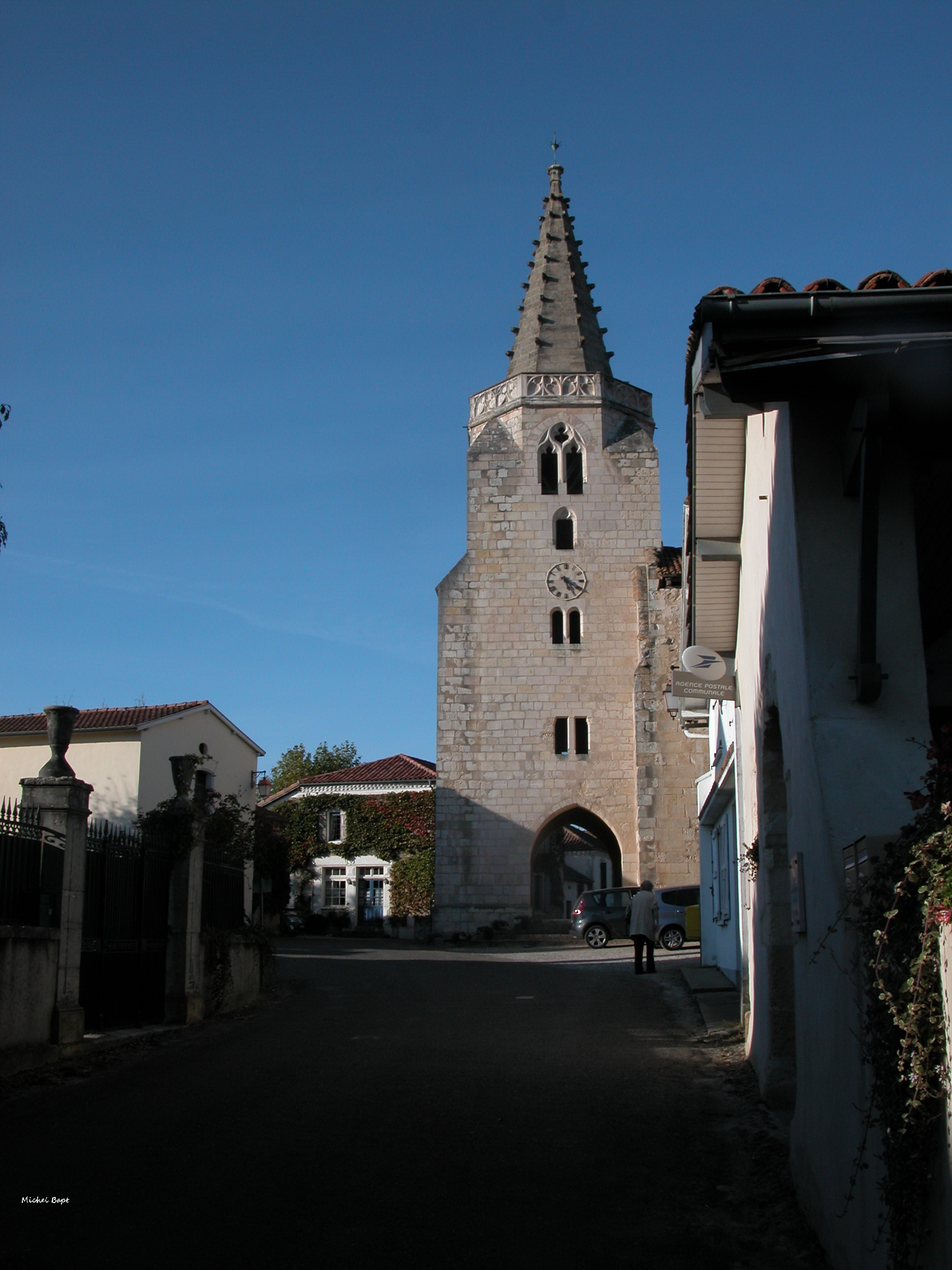
Kirche Saint-Sernin